# Castellana Grotte
Castellana Grotte ist eine italienische Stadt mit 19.675 Einwohnern (Stand 31. Dezember 2023) in der Metropolitanstadt Bari in Apulien.

## Lage und Daten
Castellana Grotte liegt 42 km südöstlich von Bari. Die Nachbargemeinden sind Alberobello, Conversano, Monopoli, Noci, Polignano a Mare und Putignano.

## Geschichte
Der Ort entwickelte sich ab dem Jahr 1000, wurde zerstört und im 14. Jahrhundert wieder aufgebaut. Der Ort war Teil des Lehens von S. Benedotto und Streitobjekt der Bischöfe von Conversano und der örtlichen Kirche. Seit 1950 heißt der Ort Castellana Grotte, um auf die Grotte hinzuweisen.

## Sehenswürdigkeiten

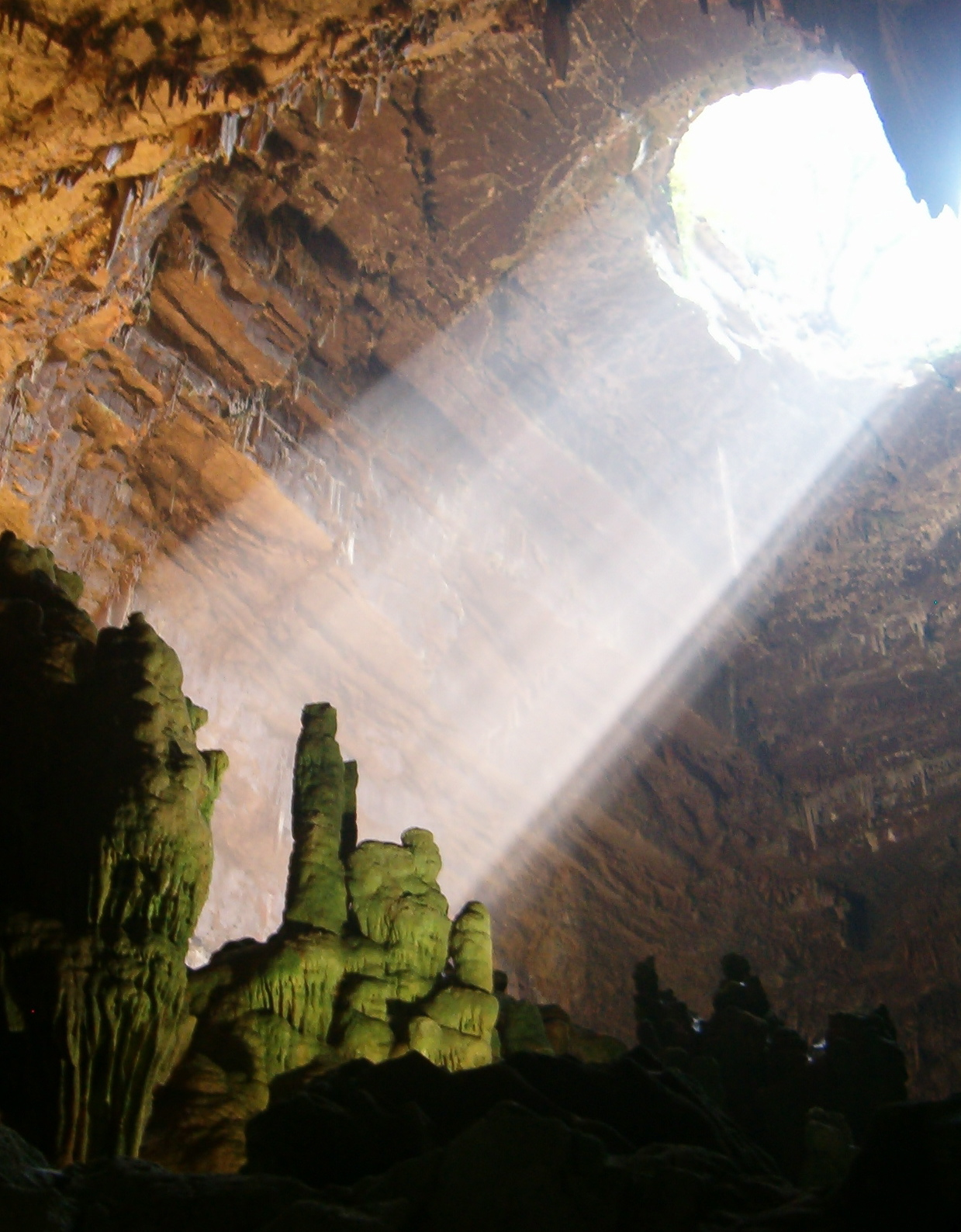
Öffnung der Höhle

Die Grotte di Castellana sind Höhlen auf dem Gemeindegebiet. Die Höhlen wurden 1938 entdeckt und können besichtigt werden. Zu den Höhlen gehört das speläologische Museum Franco Anelli und die Sternwarte Sirio.
Die Chiesa Madre wurde im 14. Jahrhundert im romanisch-apulischen Stil erbaut.

## Verkehr
Castellana Grotte hat einen Bahnhof an der Bahnstrecke Bari–Martina Franca–Taranto.

## Sonstiges
In den Höhlen wurde der Film Alien – Die Saat des Grauens kehrt zurück gedreht.

## Persönlichkeiten
- Grazia Salvatori (* 1941), Komponistin, Organistin und emeritierte Professorin, geboren in Castellana Grotte, leitet dort den Musikwettbewerb Don Vincenzo Vitti